# Flavorist
Flavorist bezeichnet ein Berufsbild in der Lebensmittel- und  Geschmackstoffindustrie. Ein Flavorist beschäftigt sich mit der Entwicklung neuer Aromen für Lebensmittel nach natürlichen Vorbildern. Diese Aromen können aus natürlichen und/oder synthetischen Bestandteilen aufgebaut sein.
Voraussetzung ist meist eine Ausbildung als Chemielaborant, Drogist oder ein abgeschlossenes Studium der Chemie. Grundsätzlich ist dies aber nicht erforderlich. Weiters sind genaue Kenntnisse des menschlichen Geruchs- und Geschmackssinns notwendig. Oft findet eine Spezialisierung für bestimmte Lebensmittel statt.
Im deutschen Sprachraum existiert keine fachliche Ausbildung zum Flavoristen. Im französischen Versailles gibt es einen zweijährigen postgradualen Studiengang am Institut supérieur international du parfum, de la cosmétique et de l’aromatique alimentaire.
Als Organisationen von Flavoristen existieren in den USA die Society of Flavour Chemists sowie in Großbritannien die British Society of Flavourists.